# Дідівський Міц
Дідівський Міц — гідрологічний заказник місцевого значення. Об'єкт розташований на території Берегівського району Закарпатської області, с. Дийда.
Площа — 15,4 га, статус отриманий у 2002 році.
Охороняється низинне болото у долині річки Дідівський Міц. Болото значною мірою трансформоване внаслідок меліорації. Має важливе значення для збереження водно-болотної орнітофауни, тут трапляються такі види птахів: чепура велика (Ardea alba), чапля сіра (Ardea cinerea), чапля руда (Ardea purpurea), косар (Platalea leucorodia), крижень (Anas platyrhynchos), нерозень (Anas strepera), чирянка велика (Spatula querquedula), чернь білоока (Aythya nyroca), кілька видів куликів, а також низка рідкісних видів рослин, зокрема занесений до Червоної книги України пухирник південний. 